# Niko Kapanen
Niko Klaus Petteri Kapanen (* 29. April 1978 in Hattula) ist ein ehemaliger finnischer Eishockeyspieler. In der National Hockey League spielte er für die Dallas Stars, Atlanta Thrashers und Phoenix Coyotes, in der Kontinentalen Hockey-Liga für Ak Bars Kasan, HC Lev Prag und Jokerit Helsinki sowie für seinen Heimatverein HPK Hämeenlinna in der Liiga. Mit Kasan gewann er zweimal den Gagarin-Pokal, mit TPS Turku 2001 die finnische Meisterschaft. Darüber hinaus war er viele Jahre lang für die finnische Nationalmannschaft aktiv, mit der mehrere Medaillen bei Weltmeisterschaften und Olympischen Winterspielen gewann.

## Karriere
Niko Kapanen begann seine Karriere als Eishockeyspieler 1995 in seiner Heimatstadt bei HPK Hämeenlinna, für die er insgesamt fünf Jahre lang in der SM-liiga aktiv war, und mit denen er in den Jahren 1997, 1999 und 2000 jeweils den dritten Rang in der Meisterschaft erreichte. In dieser Zeit wurde er zudem im NHL Entry Draft 1998 in der sechsten Runde als insgesamt 173. Spieler von den Dallas Stars ausgewählt. Zunächst spielte er jedoch ein weiteres Jahr in der SM-liiga, in der er in der Saison 2000/01 erstmals in seiner Karriere mit TPS Turku Finnischer Meister wurde.
Im Sommer 2001 beorderten die Dallas Stars den Center nach Nordamerika, wo er bis 2006 regelmäßig für die Stars in der National Hockey League auf dem Eis stand. Einzig während des Lockouts in der NHL-Saison 2004/05 spielte Kapanen für den EV Zug aus der Schweizer Nationalliga A. Nach seiner Rückkehr in die NHL zur Spielzeit 2005/06 war Kapanen je eine Spielzeit lang für die Dallas Stars, Atlanta Thrashers und Phoenix Coyotes aktiv, ehe er 2008 von Ak Bars Kasan aus der neu gegründeten Kontinentalen Hockey-Liga verpflichtet wurde, mit dem er in den Spielzeiten 2008/09 und 2009/10 jeweils den Gagarin-Pokal gewinnen konnte.
Die Saison 2013/14 verbrachte er beim HC Lev Prag, ehe er nach dem Rückzug des Klubs im Juli 2014 innerhalb der Liga zum KHL-Einsteiger Jokerit wechselte und dort zwei Jahre lang Mannschaftskapitän war.
2016 kehrte er zu seinem Heimatverein HPK Hämeenlinna zurück, ehe er 2017 seine Karriere beendete.

### International

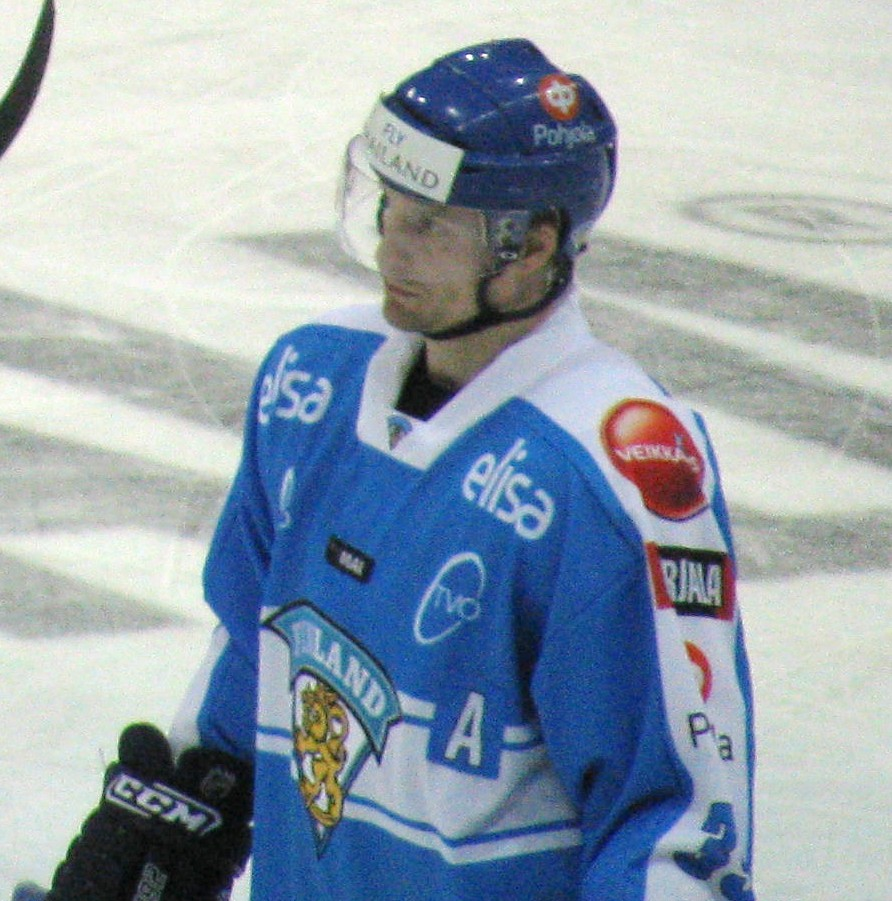
Kapanen im Trikot der finnischen Nationalmannschaft (2009)

Für Finnland nahm Kapanen an den U20-Junioren-Weltmeisterschaften 1997 und 1998, sowie den A-Weltmeisterschaften 2000, 2001, 2002, 2004, 2005, 2007, 2008, 2009 und 2011 teil. Des Weiteren stand er im Aufgebot Finnlands bei den Olympischen Winterspielen 2006 und 2010 sowie dem World Cup of Hockey 2004.

## Erfolge und Auszeichnungen
- 2001 Finnischer Meister mit TPS Turku
- 2003 Teilnahme am NHL YoungStars Game
- 2009 Gagarin-Pokal-Gewinn mit Ak Bars Kasan
- 2010 Gagarin-Pokal-Gewinn mit Ak Bars Kasan

### International
| - 1996 Silbermedaille bei der U18-Junioren-Europameisterschaft - 1998 Goldmedaille bei der U20-Junioren-Weltmeisterschaft - 2000 Bronzemedaille bei der Weltmeisterschaft - 2001 Silbermedaille bei der Weltmeisterschaft - 2004 2. Platz beim World Cup of Hockey - 2006 Silbermedaille bei den Olympischen Winterspielen | - 2007 Silbermedaille bei der Weltmeisterschaft - 2008 Bronzemedaille bei der Weltmeisterschaft - 2009 Bester Torschütze der Weltmeisterschaft (gemeinsam mit Steven Stamkos und Jason Spezza) - 2010 Bronzemedaille bei den Olympischen Winterspielen - 2011 Goldmedaille bei der Weltmeisterschaft |

## Karrierestatistik

### International
Vertrat Finnland bei:
| - U18-Junioren-Europameisterschaft 1996 - U20-Junioren-Weltmeisterschaft 1997 - U20-Junioren-Weltmeisterschaft 1998 - Weltmeisterschaft 2000 - Weltmeisterschaft 2001 - Weltmeisterschaft 2002 - Weltmeisterschaft 2004 - World Cup of Hockey 2004 | - Weltmeisterschaft 2005 - Olympischen Winterspielen 2006 - Weltmeisterschaft 2007 - Weltmeisterschaft 2008 - Weltmeisterschaft 2009 - Olympischen Winterspielen 2010 - Weltmeisterschaft 2011 - Weltmeisterschaft 2012 |

(Legende zur Spielerstatistik: Sp oder GP = absolvierte Spiele; T oder G = erzielte Tore; V oder A = erzielte Assists; Pkt oder Pts = erzielte Scorerpunkte; SM oder PIM = erhaltene Strafminuten; +/− = Plus/Minus-Bilanz; PP = erzielte Überzahltore; SH = erzielte Unterzahltore; GW = erzielte Siegtore; 1 Play-downs/Relegation; Kursiv: Statistik nicht vollständig)